# Robert Funaro
Robert Funaro (* 23. Januar 1959 in Brooklyn, Vereinigte Staaten) ist ein US-amerikanischer Film- und Fernsehschauspieler. Einem breiteren Publikum wurde er durch seine Rolle als Eugene Pontecorvo in der Fernsehserie Die Sopranos bekannt.

## Leben
Funaro wurde am 23. Januar 1959 auf Coney Island im New Yorker Stadtteil Brooklyn geboren. Er ist italienischer Abstammung. Seine Vorfahren stammen aus Neapel.
Funaro spielte lange Zeit in der New Yorker Off-Broadway-Szene. Die Rolle des Gangsters Eugene Pontecorvo in der Fernsehserie Die Sopranos war seine erste große Rolle. Aktuell spielt Funaro in Film und Fernsehen. Unter anderem war er in Law & Order: Special Victims Unit und The Unusuals zu sehen.

## Filmografie
- 2001–2006: Die Sopranos (The Sopranos, Fernsehserie, 26 Folgen)
- 2007: American Gangster
- 2014: White Collar (Fernsehserie, 1 Folge)